# Power Yoga
Power Yoga ist eine amerikanische Variation des Ashtanga Yoga. 
Das moderne Power Yoga unterscheidet sich in einem Punkt von Ashtanga Yoga. Im Power Yoga werden Position, Bewegungsabläufe und Atemtechnik den Praktizierenden angepasst, während die Bewegungsabläufe und Positionen im Ashtanga Yoga immer dieselben bleiben. Da die Übungen den Voraussetzungen der Ausübenden angepasst werden, wird Power Yoga für eine breite Bevölkerungsgruppe anwendbar. Durch diese Modifikationen wird aus dem indischen traditionellen Yoga eine für die westliche Welt anwendbare Trainingsart. Power Yoga ist eine Sportart, in der sowohl Körperkraft, Beweglichkeit wie auch Balance und Geist trainiert werden. Durch die Kombination von Posen, welche zu dynamischen Bewegungsabläufen verbunden werden, mit der richtigen Atemtechnik werden Körper und Geist trainiert und gestärkt. Wie bei allen Yoga-Stilen wird auch im Power Yoga die mentale Ruhe und die innere Balance durch die Regelmäßigkeit in den Übungen gefördert. 